# Diocèse de Birmingham
Le diocèse de Birmingham est un diocèse anglican de la province de Cantorbéry. Il s'étend sur le nord-ouest du Warwickshire. Son siège est la cathédrale Saint-Philippe de Birmingham.
Il a été formé en 1905 à partir du diocèse de Worcester.

## Archidiaconés
Le diocèse se divise en deux archidiaconés :
- L'archidiaconé d'Aston
- L'archidiaconé de Birmingham

## Les Églises

### Doyenné de Sutton Coldfield
- Église Saint-Chad de Wishaw